# 浙江廣廈
浙江廣廈股份有限公司，簡稱浙江廣廈股份，以及浙江廣廈（英語：Zhejiang Guangsha Company Limited，上交所：600052），於1992年由东阳市第三建筑工程公司（廣廈建設集團有限責任公司前身）設立。現時為廣廈控股集團有限公司主要股東。
現時業務在國內經營房地產業務，包括房地产中介代理，园林、绿化、市政、幕墙、智能化、装饰装修、照明工程的施工，除此之外，還經營酒店業務，而董事長為樓明（創辦人樓忠福之兒子）。
總部位於浙江省杭州市玉古路166号，則在1997年4月15日於上交所上市。

## 連結
- GSGF.com （页面存档备份，存于）